# Silver Lake (Carolina del Norte)
Silver Lake es un lugar designado por el censo ubicado en el condado de New Hanover en el estado estadounidense de Carolina del Norte. La localidad en el año 2000, tenía una población de 5.788 habitantes en una superficie de 17 km², con una densidad poblacional de 340,5 personas por km².

## Geografía
Silver Lake se encuentra ubicado en las coordenadas 34°8′55″N 77°54′40″O / 34.14861, -77.91111. Según la Oficina del Censo, la localidad tiene un área total de 17 km² (6,6 mi²), de la cual 17 km² (6,6 mi²) es tierra y 0 km² (0 mi²) (0.15%) es agua.

### Localidades adyacentes
El siguiente diagrama muestra a las localidades en un radio de 12 kilómetros (7,5 mi) de Silver Lake.

## Demografía
En el 2000 la renta per cápita promedia del hogar era de $41.732, y el ingreso promedio para una familia era de $49.434. El ingreso per cápita para la localidad era de $19.609. En 2000 los hombres tenían un ingreso per cápita de $36.631 contra $22.444 para las mujeres. Alrededor del 9.10% de la población estaba bajo el umbral de pobreza nacional.